# Tawila (Sudan)
Tawila (arabisch طويلة) ist eine Kleinstadt im Bundesstaat Schamal Darfur  (Nord-Darfur) im Sudan. Sie liegt etwa 70 Kilometer südwestlich von al-Fāschir, der Hauptstadt des Bundesstaats.

## Geschichte
Während des Darfur-Konflikts griff im November 2004 eine von der Regierung unterstützte Miliz die rund 40.000 bis 45.000 Einwohner zählende Stadt an und plünderte und zerstörte diese daraufhin fast vollständig. Die Regierung verhängte den Ausnahmezustand. Die Einwohner flüchteten in Dörfer in der Umgebung und gen Osten, wo sie nahe al-Fāschir in Flüchtlingslagern für Binnenvertriebene unterkamen. Eine Woche später waren nach Angaben von Entwicklungshelfern bereits etwa 2000 bis 3000 der Geflüchteten wieder in die Stadt zurückgekehrt. In der Nähe von Tawila entstanden ebenfalls drei Flüchtlingslager mit Geflüchteten aus der Region. Das größte war das Flüchtlingslager Rwanda mit 10.000 bis 12.000 Binnenvertriebenen. Das Lager Dali beherbergte zudem 8000 bis 10.000 Menschen und das Lager Argo 2500 bis 3500 Menschen.
Später wurde Tawila von Minni Minnawi, einem Arm der Sudanesische Befreiungsarmee, kontrolliert.
Vor Ausbruch des Krieges im April 2023 zwischen den Sudanesischen Streitkräften (SAF) und den Rapid Support Forces (RSF) gab es sechs Lager für Binnenvertriebene um Tawila. Während des Krieges flohen jedoch tausende Menschen aus al-Fāschir und der Region nach Tawila, sodass sechs weitere Lager eingerichtet wurden. Zahlreiche Menschen verhungerten oder starben aufgrund der nicht ausreichenden Gesundheitsversorgung an Krankheiten wie Malaria, Masern und Keuchhusten, bei Geburten oder durch nicht behandelte Verletzungen. Mitte April 2025 griffen die Rapid Support Forces und verbündete Milizen erneut das über eine halbe Million Binnenvertriebene beherbergende Flüchtlingslager Zamzam an. Die meisten Menschen flüchteten, darunter auch tausende in die zwei Tage entfernt liegende Stadt Tawila, wo sie erschöpft und dehydriert ankamen. Viele Überlebenden berichteten, dass sie unterwegs angegriffen und ausgeraubt wurden oder erschöpfte bzw. verletzte Personen zurücklassen mussten. Laut Ärzte ohne Grenzen kamen allein in den ersten 48 Stunden rund 10.000 Geflüchtete in Tawila an.

## Wirtschaft und öffentliche Einrichtungen
Tawila ist bekannt für die Produktion von Kautabak. Die Stadt verfügt über ein Gesundheitszentrum.